# Diaspora croate

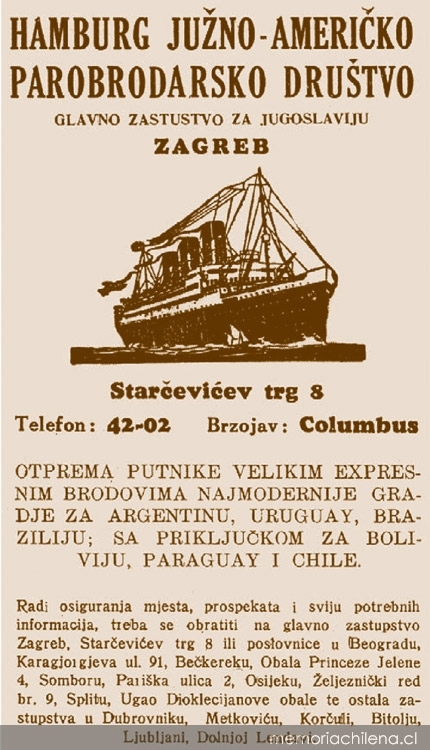
Affiche pour une compagnie de transport faisant des trajets pour l’Amérique latine, années 30

La diaspora croate désigne les communautés croates vivant en dehors du territoire de la Croatie,. Elle est estimée à environ un tiers ou la moitié du nombre total de Croates,.